# Beechcraft Twin Bonanza
Beechcraft Model 50 Twin Bonanza je dvomotorno propelersko lahko športno letalo, ki ga je proizvajal ameriški Beechcraft v obdobju 1952-1961. Model 50 je bil razvit kot vmesno letalo med enomotornim Model 35 Bonanza in večjim dvomotornim Beechcraft Model 18. Twin Bonanza je okrog 50% večja od Bonanze in ima močnejše motorje. 
Prvi let Twin Bonanze je bil 15. novembra 1949. 

## Specifikacije (E50)
Splošne karakteristike
- Posadka: 1 ali 2 pilota
- Število sedežev: 5 potnikov
- Dolžina: 31 ft 6 in (9,61 m)
- Razpon kril: 45 ft 3 in (13,78 m)
- Višina: 11 ft 6 in (3,51 m)
- Površina kril: 277 ft² (25,7 m²)
- Teža praznega letala: 5010 lb (2270 kg)
- Maks. vzletna teža: 7300 lbs (3311 kg)
- Pogon letala: 2 ×  Lycoming GSO-480-B1B6 , 340 KM (253 kW)  vsak

 Zmogljivost 
- Maks. hitrost: 229 mph (199 vozlov, 366 km/h)
- Doseg: 1000 milj (870 nm, 1600 km)
- Višina leta: 30000 ft (9144 m)
- Hitrost vzpenjanja: 1614 ft/min (8,2 m/s)